# 水島敏
水島 敏（みずしま びん、旧芸名：水島 びん→水島 敏照（みずしま びんしょう）、本名：水島 敏雄（みずしま としお）、1951年4月30日 - ）は、日本の漫談家、コメディアン、俳優。ボーイズバラエティ協会所属。愛媛県出身。

## 来歴
師匠はレオナルド熊。ストリップ劇場の渋谷道頓堀劇場出身。田端を根城にする熊や、ポール牧の下に自然発生的に集まった『田端グループ』（マギー司郎、城後光義（ゆーとぴあ・ホープ）、たんごしん、はらみつお、高峰東天・愛天、ブッチー武者、青木イサム、石倉三郎、コント赤信号、コント山口君と竹田君、コントD51ら）の一員。
1974年、兄弟弟子の城後、市井信彦（ジミー。鳳らん太の実弟）と「コント・スリーピース」を結成。『大正テレビ寄席』（NETテレビ、現・テレビ朝日）に出演したところを日本テレビプロデューサーの井原高忠に認められ、日劇ミュージックホールや赤坂コルドンブルーに招聘される。このほか『やじうま寄席』（日本テレビ）でもレギュラーを持っていた。
当時の当たりネタはのちに城後が引き継ぐ「もー、イヤッ!!」だが、ポーズはゆーとぴあのとは異なり左右に跳ねて倒れるといったものだった。城後がゴムを用いたネタを使用すると市井と共に反発し、城後を退ける形でトリオ解消。市井と「コント・ニューヨーカー」を結成するも解散。
1979年、轟二郎と「コント百連発」を結成。『ドバドバ大爆弾』（東京12チャンネル、現・テレビ東京）のアシスタントを務め、『お笑いスター誕生』にも挑戦。6週連続を勝ち抜き、銀賞を受賞するもコンビを解散。
1981年、ブッチー武者とコンビを組み直し「アッパー8」を結成。再度『お笑いスター誕生』に挑むも、6週連続勝ち抜きに終わる。ゴールデンルーキー賞も受賞。『オレたちひょうきん族』（フジテレビ）では「ひょうきん懺悔室」の出張版で、ブッチー扮する懺悔の神様とともに神父役で出演した。
ブッチーとのコンビも解消し、元ゆーとぴあのホープ劇団や、城後とコンビを再結成し「コントSOS」でストリップ劇場を中心に活動していたが、日本貴峰道協会の貴田晞照に出逢い入門。吉野大峰山で修験道の修行を行い、2003年小先達を頂く。水島敏照に改名して、神主漫談を開始。浅草東洋館を中心に漫談活動を行う。のち、水島敏に再改名して現在に至る。

## 出演

### テレビドラマ
- 翔んだカップル（1980年 - 1981年、フジテレビ）- サル